# Porsche 963
Porsche 963 é um protótipo de corrida esportivo LMDh projetado pela Porsche com apoio da Multimatic, para competir nas classes Hypercar e GTP do FIA World Endurance Championship e IMSA SportsCar Championship, respectivamente. O nome 963 é inspirado nos veículos de competição Porsche 956 e Porsche 962, que competiram na década de 1980 no campeonato FIA de esporte protótipos ou FIA World Sportscar Champioship pela extinta categoria grupo C e pelo campeonato IMSA GTP. O carro foi revelado no Goodwood Festival of Speed 2022, com uma pintura tradicional vermelha, branca e preta.
A estreia oficial do 963 na corrida foi nas 24 Horas de Daytona de 2023, que foi a rodada de abertura da temporada do IMSA SportsCar Championship de 2023 . O carro foi originalmente programado para um ensaio geral não competitivo nas 8 Horas do Bahrein de 2022, no entanto, a Porsche decidiu mais tarde que não correria no Bahrein em favor de mais tempo de teste privado.
A Porsche anunciou posteriormente que os primeiros 963 para clientes não seriam entregues até abril de 2023 devido a atrasos causados por interrupções na cadeia de suprimentos, forçando as equipes clientes a perder as corridas de abertura do IMSA SportsCar Championship e WEC, algo que as equipes entenderam ao conversar com Porsche para receber a entrega. As equipes do campeonato FIA WEC Jota Sport e Proton Competition confirmaram interesse na aquisição dos modelos 963 LMDh para a temporada 2023 de competições, enquanto que a equipe Penske Racing estreou seus modelos comprados na prova inaugural da IMSA em Daytona.

## Características técnicas
Os testes do modelo 963 começaram no início de 2022 na pista de testes da Porsche em Weissach, onde também foi revelada a escolha do motor do carro, sendo este um V8 biturbo (ou seja, abandonando o conceito de um motor V4 biturbo visto no inovador projeto LMP1 do 919 Hybrid), sendo um desenvolvimento do motor encontrado no Porsche 918 que por sua vez foi desenvolvido a partir do motor de 3,397 cc (207.3 cu in) encontrado no Porsche RS Spyder. O V8 biturbo se encontra emparelhado com sistema híbrido padronizado fornecida pela Williams Advanced Engineering, Bosch e Xtrac.
O 963 LMDh passou por um extenso programa de testes no Circuito de Barcelona-Catalunha e no Circuito de Spa-Francorchamps, onde  percorreu mais de 6,000 km (3,728 mi).